# Синя криниця
Си́ня Крини́ця — гідрологічна пам'ятка природи місцевого значення в Україні. Розташована в межах Шосткинський район Сумської області, на південь від центральної частини смт Свеса. 
Площа 0,8 га. Статус надано згідно з рішенням облвиконкому від 15.04.1975 року № 219, рішенням облради від 26.05.2004 року. Перебуває у віданні ДП «Свеське лісове господарство» (Свеське л-во, кв. 80, вид. 14). 
Статус надано для збереження криниці-ставка з джерелами чистої води, в якій одночасно б'ють понад 100 ключів.

## Історія
Ніхто з мешканців Свеси ні навколишніх населених пунктів не може точно сказати, коли саме в урочищі з'явилася криниця, яку назвали Синьою. Знають лише, що їй сотні років і що вода тут не замерзає, навіть у найлютіші морози.

## Легенди
Є безліч легенд про Синю Криницю. В одній з них розповідається про розбійника Кудаяра, який грабував багатих і віддавав гроші бідним. І одного дня за ним розпочалась погоня. Зрозумівши, що він з награбованим не втече, Кудаяр скинув золото в Синю Криницю, де воно лежать до сьогодні. 
Існує й інша легенда про Синю криницю. Нібито в глибоку давнину, в ніч на Івана Купала на плесі Синьої Криниці з'явився човен, в якому надзвичайна красуня співала пісню про щастя. Послухав її спів пастух, якого вода Синьої Криниці зробила сильним і красивим, кинувся до берега і хотів підтягнути човна до себе, але чиясь невідома сила затягнула їх обох на дно. Кажуть: то колір золотого волосся красуні до цього часу відображається на дні криниці.